# Kölner Elektromobil-Gesellschaft Heinrich Scheele
 (novembre 2024).
La société Elektromobil-Gesellschaft Heinrich Scheele, basée à Cologne, est un constructeur automobile allemand.

## Production

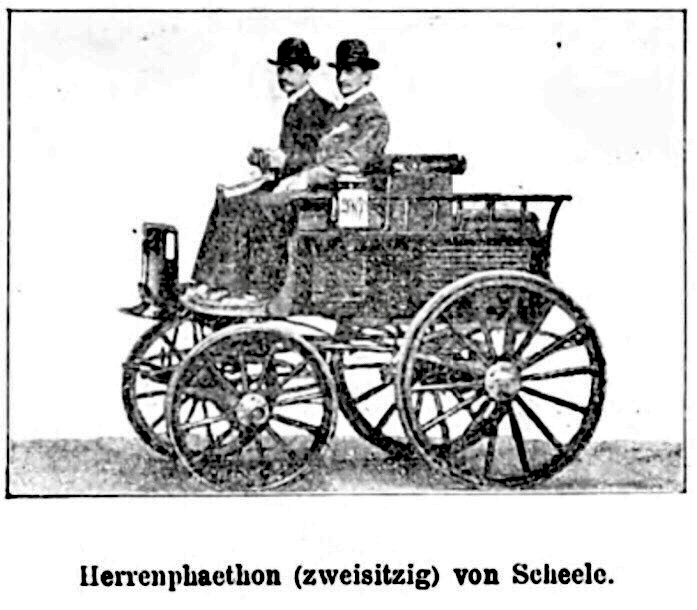
Scheele Phaeton (1899).

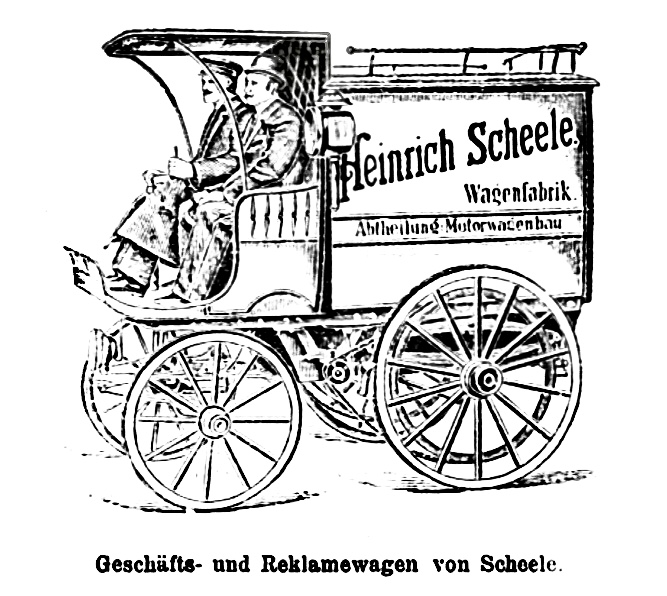
Voitures d’affaires et publicitaires de Scheele 6 HP (1899).

L’entreprise basée à Cologne a commencé à produire des automobiles en 1898.. L’usine était située au 163 Aachener Straße .
Des voitures de tourisme, des ambulances et des camions électriques ont été produits. La ville de Cologne a payé 15 400 marks pour les ambulances électriques de Scheele. L’ambulance électrique pouvait se déplacer à des vitesses allant jusqu’à 20 km/h et avait une autonomie de 75 kilomètres. Les premiers taxis de Cologne auraient également été des véhicules électriques Scheele. La caserne de pompiers « neue Deutzer Wache » dans la Gießener Straße, ouverte en 1912, a été entièrement équipée par le constructeur automobile de Cologne Scheele. Les piles provenaient de l’usine d’accumulateurs de Gottfried Hagen. Les moteurs provenaient d’Ernst Heinrich Geist Electrizitäts-AG.
La ville de Cologne a toujours été un client important de Scheele et a commandé des camions de pompiers, des véhicules de collecte des ordures et des véhicules postaux. Dans les années 1920, des camions électriques et des wagons dits de précontrainte ont également été produits.
En 1926, Scheele reçoit l’une des dernières commandes importantes et fournit à l’éboueur de Cologne 66 nouveaux véhicules électriques. Après cela, tout s’est dirigé vers la Grande Dépression et en 1930 a eu lieu la fin pour le plus grand constructeur de voitures électriques de Cologne
.